# L'Épinay-le-Comte
L'Épinay-le-Comte là một xã thuộc tỉnh Orne vùng Normandie tây bắc nước nước Pháp. Xã này nằm ở khu vực có độ cao trung bình 180 mét trên mực nước biển.